# Haller Brothers
Haller Brothers war ein US-amerikanischer Hersteller von Fahrzeugen.

## Unternehmensgeschichte
Das Unternehmen aus Louisville in Kentucky stellte ursprünglich Kutschen her. 1910 entstanden unter Leitung von George Haller einige Automobile. Der Markenname lautete Haller.
Es ist nicht bekannt, wann das Unternehmen aufgelöst wurde.

## Fahrzeuge
Haller motorisierte die selbst hergestellten Kutschen mit Ottomotoren. Im Gegensatz zu vielen Konkurrenten, die ebenfalls aus dem Kutschenbau kamen, waren es keine Highwheeler, sondern Fahrzeuge mit kleinen Rädern. Vollgummireifen waren dagegen wieder typisch für Highwheeler. Ein luftgekühlter Zweizylindermotor mit 14 PS Leistung trieb die Fahrzeuge an.